# Magnus Leijer

1909.17.0011. Snusdosa, ur Etnografiska museets samlingar.

Georg Magnus Ernst Leijer, född 1 december 1869 i Ulricehamn, död 22 november 1946 i Örgryte, Göteborgs och Bohus län, var en svensk statstjänsteman och storviltjägare, verksam i Syd- och Nordrhodesia, samt brittisk vicekonsul i Sverige. Han var med och stiftade Travellers Club i Göteborg.

## Biografi
Leijer var elev vid förberedande sjökrigsskolan 1884 och Kungliga Sjökrigsskolan 1885–1889. Han tog mogenhetsexamen 1890 vid Norra Realläroverket i Stockholm.
Åren 1891–1892 var han faktoriföreståndare hos firman "Knutson, Waldau & Heilborn" i Kamerun, som grundades 1890 av grosshandlaren Knut Knutson (1857–1930), affärsmannen Georg Waldau (1862–1942) och konsul (sedermera generalkonsul) Otto Heilborn (1856-1909). Knutson och Waldau åkte till Kamerun 1883 och förvärvade där betydande landområden samt anlade plantager och faktorier. Heilborn var delägare i firman, men det är osäkert om han någonsin själv var i Kamerun.
Åren 1893–1897 var han tjänsteman i brittiska kolonialförvaltningen i Sydrhodesia (nuvarande Zimbabwe) och under samma period även verksam i Brittiska Bechuanaland. Han deltog i både Matabele-kriget 1893–1894 och Mashona-upproret 1896–1897. Åren 1899–1914 var han statlig ämbetsman, bland annat fredsdomare (Justice of the Peace), i Nordrhodesia (nuvarande Zambia). År 1914–1918 var han brittisk vicekonsul i Nyköping, därefter samma lands vicekonsul i Stockholm.
Leijer gjorde sig även känd som storviltjägare. Under tiden i Rhodesia fällde han bland annat 54 elefanter, men han ville inte kallas yrkesjägare utan kände mer stolthet över sina fotografier av den afrikanska naturen.
Göteborgs Naturhistoriska museum har totalt 1339 fotografier av Leijer i sina samlingar, de flesta tagna i Rhodesia, men även i Sverige, Storbritannien, Spanien, Italien, Egypten, England, Kenya, Sudan, Portugal, Nordsjön och Frankrike.

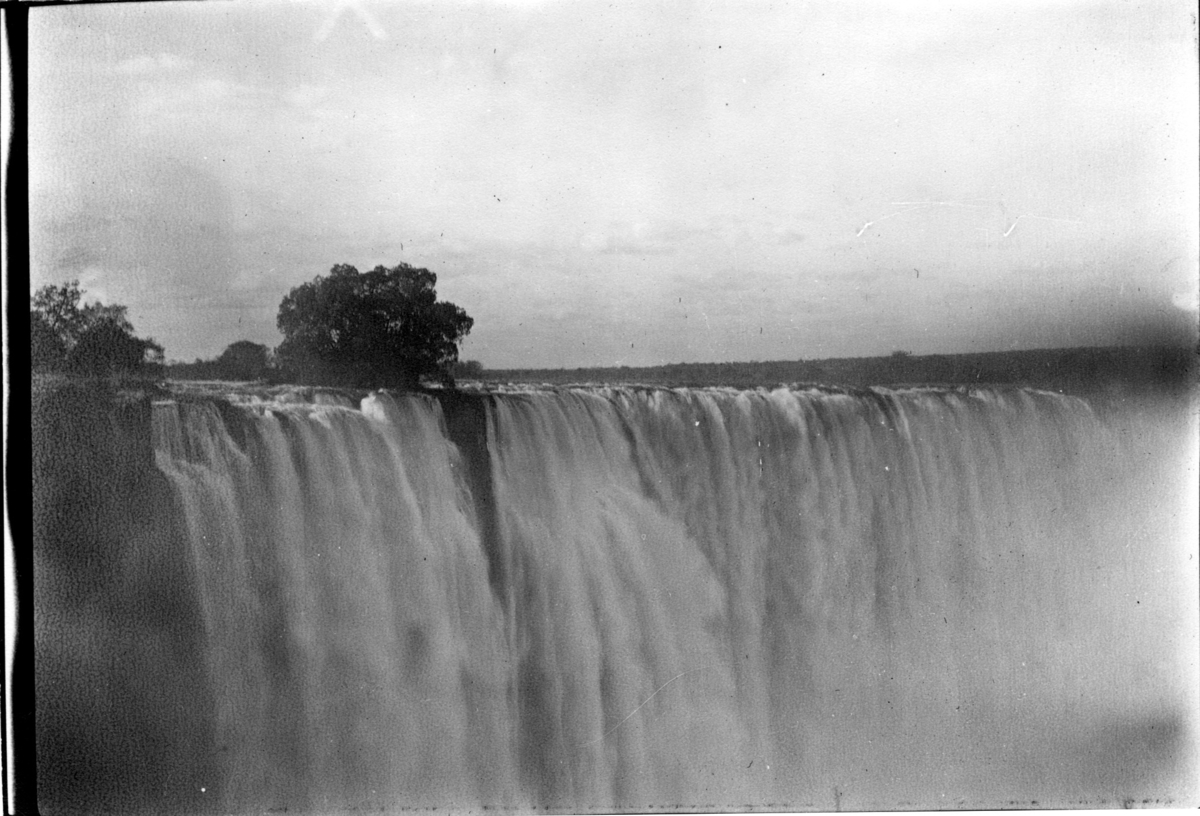
Vattenfall.
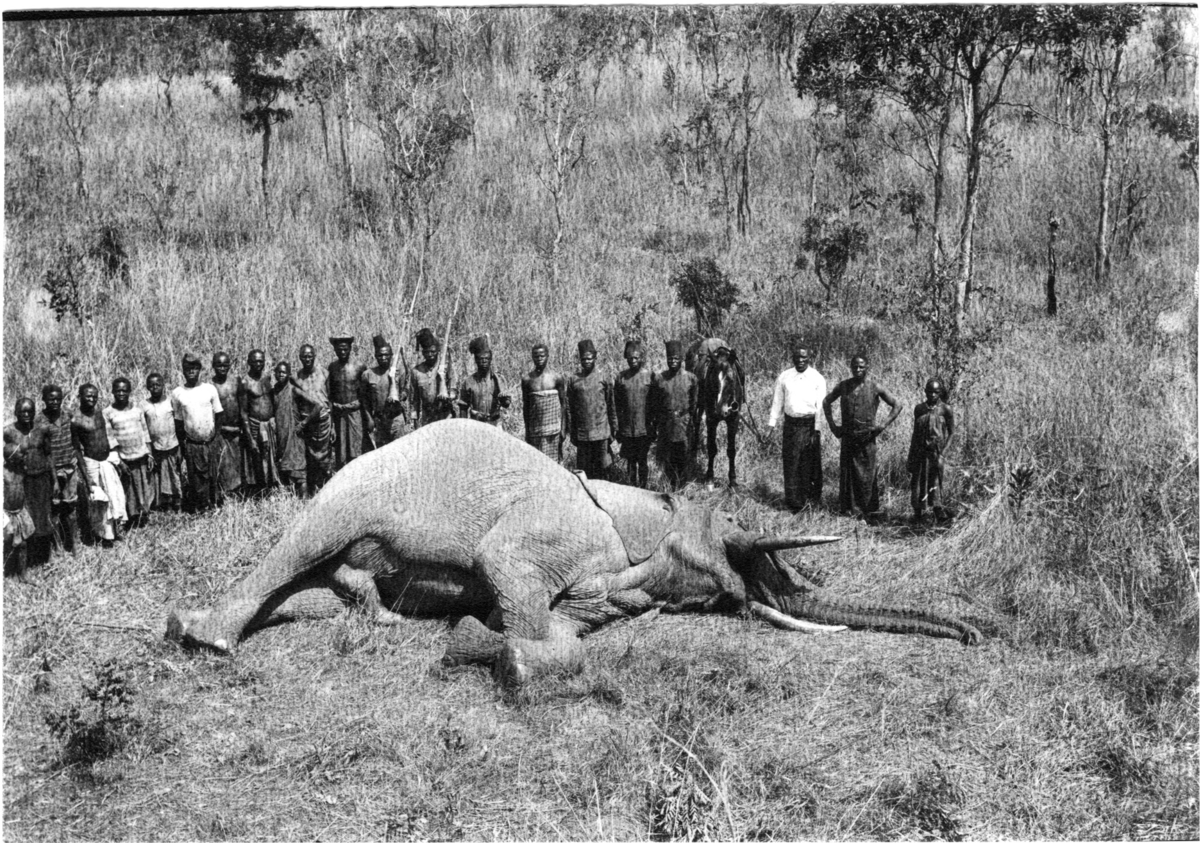
Elefantjakt.
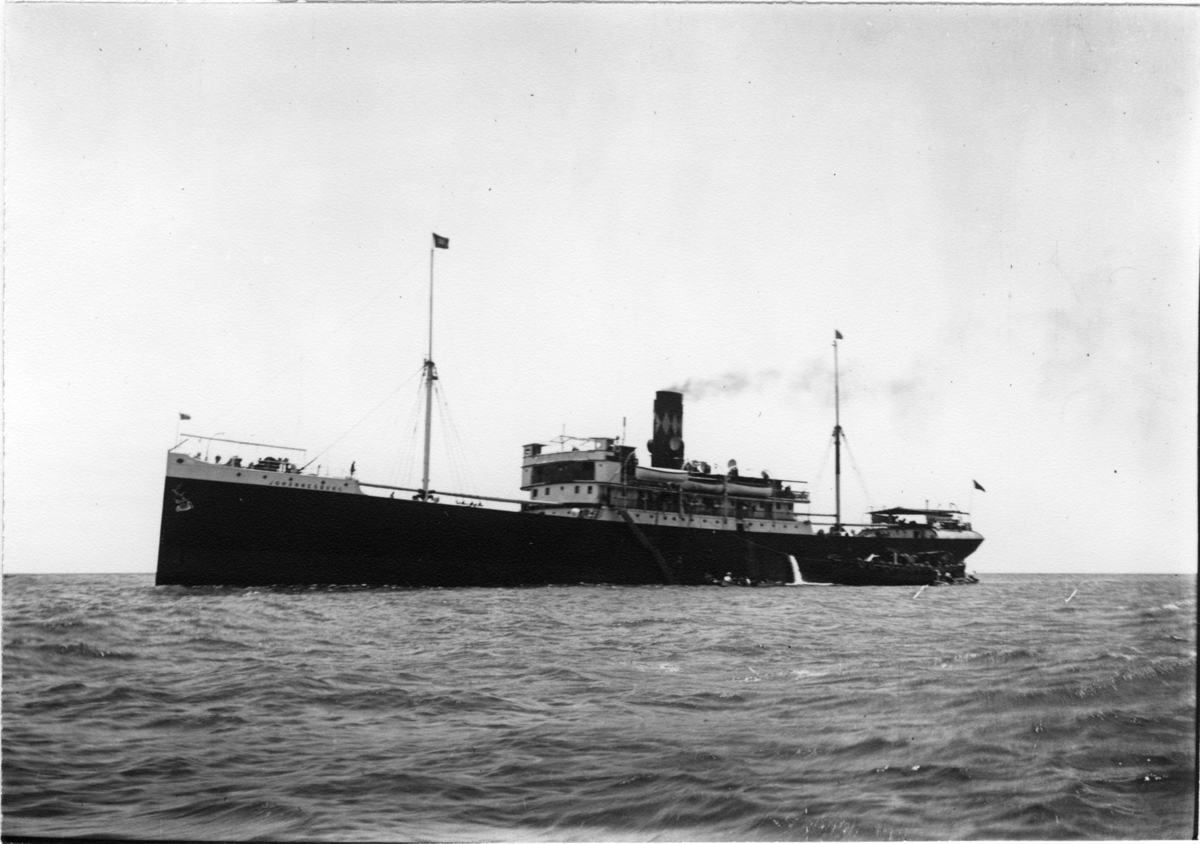
Fartyg till havs.

Etnografiska museet i Stockholm har i sina samlingar 17 fotografier från Rhodesia tagna av Leijer, samt 53 föremål från Afrika förvärvade från Leijer, bland annat från Duala-folket i Kamerun och Angoni-folket i Nyasaland (nuvarande Malawi). Ur årsberättelse för 1909: "Distriktschefen i n.ö. Rhodesia, Mr. Leyer, har från nämnda område och från Kamerun skänkt 20 föremål: 1 väfstol, gräs- och barktyger, 2 säfmattor, 1 båtmodell, 2 träkammar, 1 armring af elfenben, 2 fingerringar af d:o, 2 skallror af fruktskal etc. Mr. Leyer har dessutom i en skrifvelse till Vetenskapsakademien med stor liberalitet erbjudit sig att gratis förse museet med fullständiga samlingar från de olika stammarne i sitt distrikt".

Flaska av kalebass.
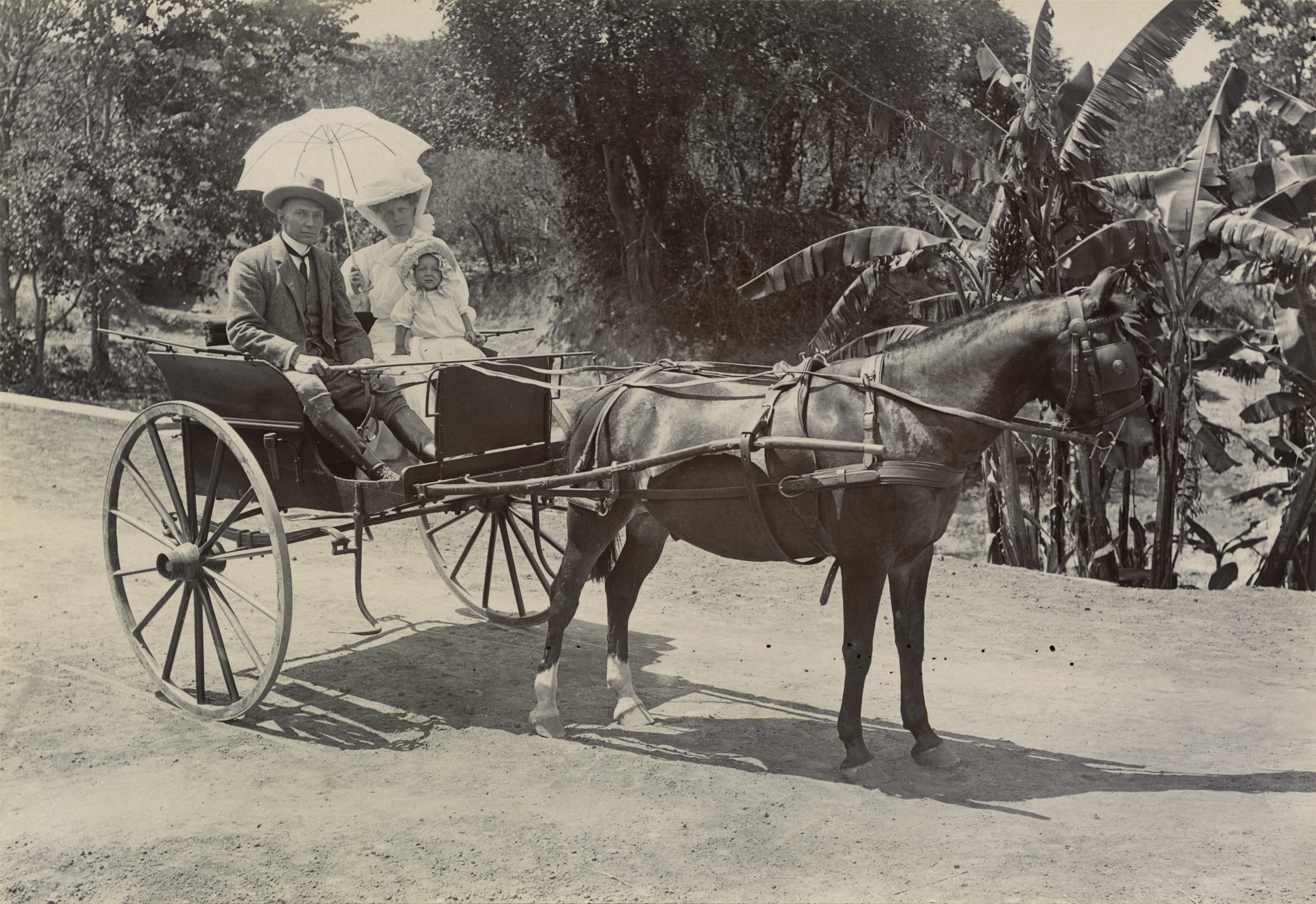
Magnus Leijer med familj. Fife, 1909.
Träkam med pärlarbete.

## Familj
Leijer var son till Axel Ferdinand Leijer (1826–1909) och Hilda Amalia Charlotta von Zweigbergk (1831–1893). Han var gift två gånger - 1905 med Elsa Hallgren (1876–1923) och senare med Kerstin Petersén (1885–1965). Han fick två barn i sitt första äktenskap.